# Claudiu Belu-Iordache
Claudiu Belu-Iordache (n. 7 noiembrie 1993, Timișoara, România) este un fotbalist român liber de contract, care joacă pe post de fundaș. Pe plan internațional, are prezențe la națională pentru România Sub-21.

## Cariera clubului

### Politehnica Timișoara
Belu și-a început cariera jucând la club în orașul său natal Politehnica Timișoara . Și-a făcut debutul în seniori jucând toate cele 90 de minute într-un joc pe care echipa sa l-a câștigat cu 2-0 în deplasare de acasă împotriva Bihor Oradea în Liga II pe 17 martie 2012.

### Concordia Chiajna
În iunie 2012, Belu s-a alăturat echipei din Liga I , Concordia Chiajna . 

### Poli Timișoara
La 28 iunie 2013, Poli Timișoara a anunțat semnarea lui Belu. 

### Târgu Mureș
În august 2016, Belu a semnat un contract pe un an cu clubul din Liga I Târgu Mureș . 

### Astra Giurgiu
La 10 ianuarie 2017, Belu s-a alăturat echipei Ligii I , Astra Giurgiu .  La 31 martie 2019, Astra Giurgiu a decis să rezilieze contractul jucătorului pentru că „Belu avea un punct de vedere diferit de cel al colegilor săi și ținând cont de situația sa contractuală, astăzi cele două părți, clubul și jucătorul au decis amiabilul încetarea angajamentului ”, a anunțat clubul într-un comunicat de presă de pe site-ul oficial. 

### FCSB
În martie 2019, Belu a fost de acord să se alăture clubului din Liga I FCSB , începând cu 1 iulie 2019.

### Voluntari (împrumut)
La 24 ianuarie 2020, Belu s-a alăturat împrumutului clubului Liga I Voluntari până la sfârșitul sezonului . 

### FC Hermannstadt
Fundașul timișorean de 27 de ani a evoluat pentru FC Hermannstadt în sezonul recent încheiat de Liga 1 în 24 de meciuri, 16 ca titular, totalizând 1473 de minute, și a înscris un gol, cel din victoria din deplasare cu FC Voluntari, scor 1-0.

### Rapid Bucuresti
Fundasul a ajuns in Giulesti pe data 17 iunie 2021 , acesta a debutat cu Chindia Targoviste in prima etapa.

## Legături externe
- Profilul lui Claudiu Belu-Iordache pe Soccerway
- Profil Transfermarket